# Srebrny Glob
Srebrny Glob – polska nagroda literacka, była przyznawana w latach 1999-2001 przez  Asocjację Polskich Pisarzy Fantastycznych, do której należeli pisarze fantastyki, a której twórcą jest Eugeniusz Dębski.
Nagroda była przyznawana w dwóch kategoriach: "Srebrny Glob za Powieść Roku" i "Srebrny 
Glob za Opowiadanie Roku". Nominowane książki pochodziły tylko z roku poprzedzającego 
przyznanie nagrody.
Metalowa statuetka przyznawana laureatom przedstawia Księżyc z uderzającą w niego rakietą. Jest to odwołanie do powieści Na srebrnym globie. Rękopis z Księżyca autorstwa Jerzego Żuławskiego.
Istniał także periodyk internetowy o tej samej nazwie, redagowany przez Eugeniusza Dębskiego.

## Laureaci
- 1999
  - Jacek Dukaj za opowiadanie Serce Mroku[3]
  - Krystyna Kwiatkowska za powieść Prawdziwa historia Morgan le Fay i Rycerzy Okrągłego Stołu[3]
- 2000
  - Antonina Liedtke  za opowiadanie CyberJoly Drim[4]
  - Marek S. Huberath za powieść Gniazdo światów[4]
- 2001
  - Maja Lidia Kossakowska za opowiadanie Beznogi Tancerz[5][6]
  - Maciej Żerdziński za powieść Opuścić Los Raques[6]